# Jednorożec
Ten artykuł dotyczy stworzenia, którego istnienia nie potwierdza współczesna zoologia.

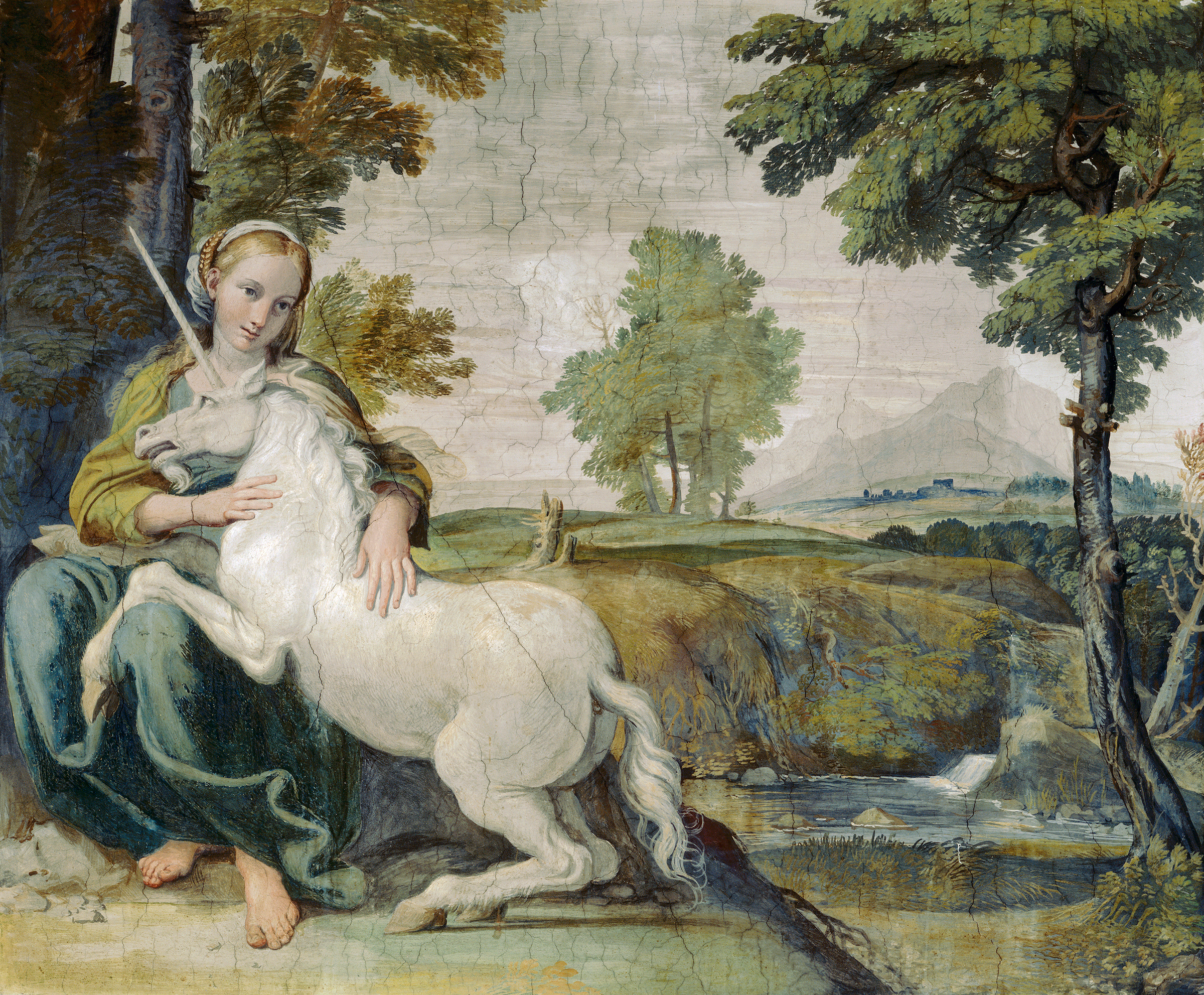
Młoda kobieta z jednorożcem – fresk w Palazzo Farnese w Rzymie, prawdopodobnie autorstwa Domenichino, ok. 1602

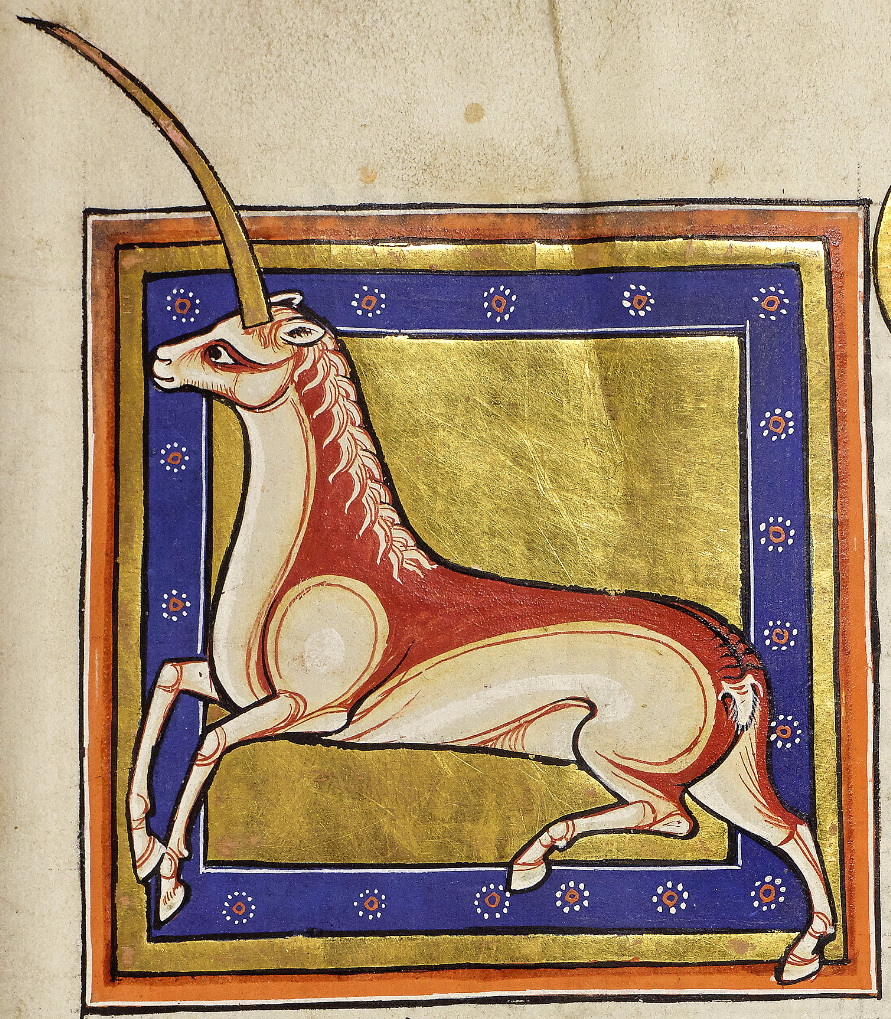
Jednorożec z Bestiariusza z Aberdeen, ok. 1200

Jednorożec – stworzenie fantastyczne, występujące w mitach i legendach, mające jeden róg pośrodku czoła. Najwcześniej opisane przez Ktezjasza w V–IV w. p.n.e.; Pliniusz Starszy dodał mu jeszcze łeb jelenia, stopy słonia i ogon lwa. W średniowieczu przedstawiano go z głową i korpusem białego (rzadziej czerwono-czarnego) konia, dodając niekiedy nogi jelenia i lwi ogon. Jednorożca uważano za jedyne zwierzę mające odwagę atakować słonia, mające tak ostre kopyta, że jedno ich uderzenie rozcina słoniowi brzuch.
W średniowieczu wizerunek dziewicy z jednorożcem na kolanach był częstym motywem sztuki chrześcijańskiej jako symbol Najświętszej Marii Panny, a sam jednorożec symbolizował Chrystusa. Wierzono również, że róg tego stworzenia, jak również i jego łzy mają magiczną moc oczyszczania wszystkiego, czego dotkną, i są panaceum na wszelkie trucizny i choroby. W sztuce średniowiecznej i renesansowej był symbolem czystości i niewinności.
Jednorożca identyfikowano m.in. z nosorożcem, oryksem, elandem i kudu. Do grona możliwych pierwowzorów często zalicza się także wymarłe elasmoterium.

## Historia

### Starożytność

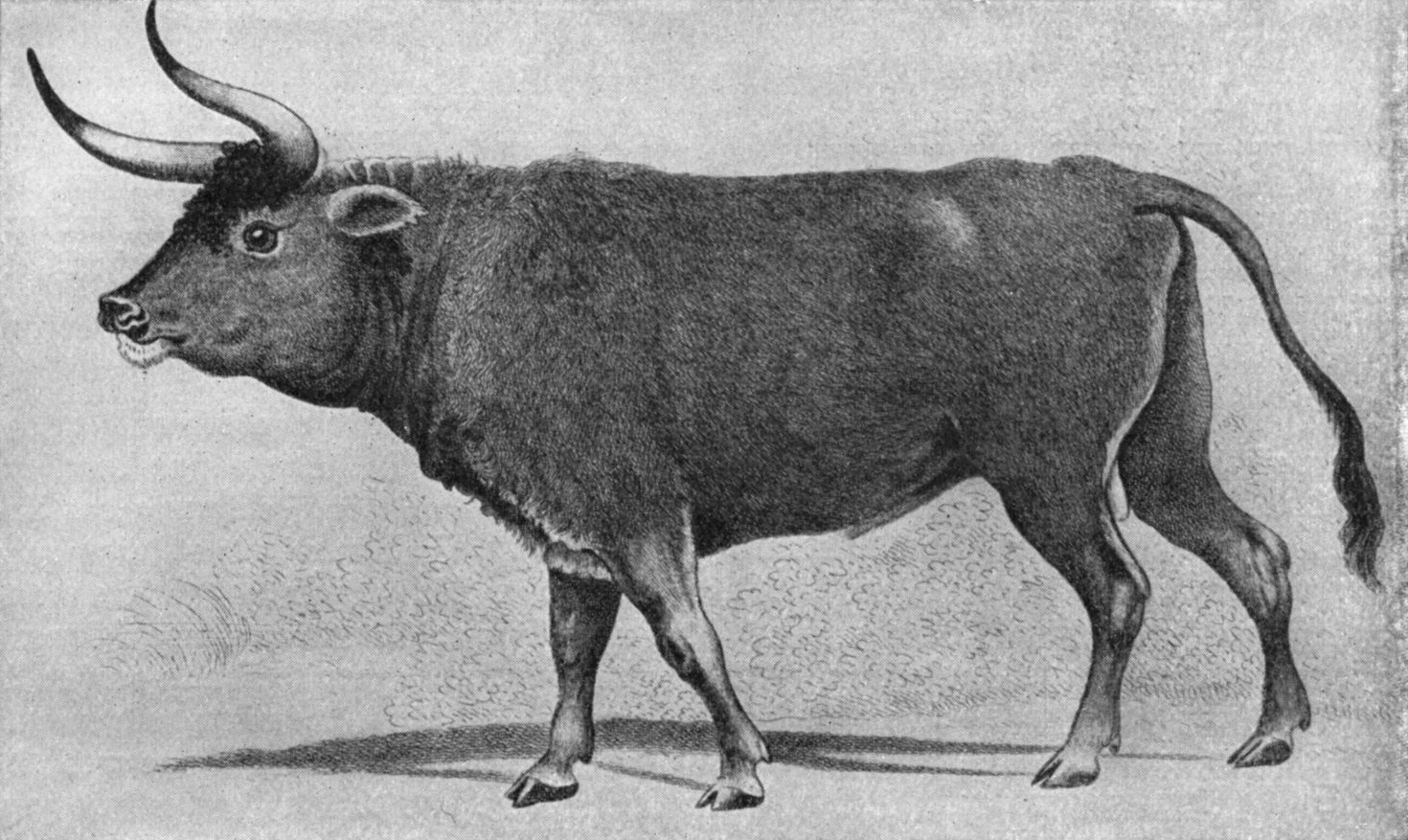
Tur

Wyobrażenie jednorogich zwierząt (które mogły być zwykłymi bykami sportretowanymi z profilu) widnieją na niektórych pieczęciach stworzonych przez cywilizację doliny Indusu. Były one używane przez członków wyższych sfer ówczesnego społeczeństwa.

#### Re’em
Zwierzę o jednym lub kilku rogach, nazywane w języku hebrajskim Re’em (רְאֵם), wspomniane jest w Biblii kilkakrotnie, często jako istota symbolizująca siłę. W greckiej Septuagincie nazwę tę przetłumaczono na monokeros, a w łacińskiej Wulgacie – unicornus. Oba słowa oznaczają jednorożca. W polskich tłumaczeniach Pisma Świętego hebrajskie słowo zastąpiono wyrażeniem „bawół”:
- Czy bawół zechce ci służyć, czy zostanie przy twoim żłobie? Przywiążesz go powrozem do pługa, będzie z tobą orał doliny? Czy zaufasz, że bardzo silny, i włożysz nań owoc twej pracy?[5]
- Ocal od miecza moje życie, z psich pazurów wyrwij moje jedyne dobro, wybaw mnie od lwiej paszczęki i od rogów bawolich – wysłuchaj mnie![6]
- Głos Pana łamie cedry, Pan łamie cedry Libanu, sprawia, że Liban skacze niby cielec i Sirion niby młody bawół[7].
- Bóg, który z Egiptu ich wywiódł, jest dla nich jakby rogami bawołu[8].
- A Bóg, który z Egiptu go wywiódł, jest dla niego jak rogi bawołu. On wyniszczy narody, co go uciskają, zmiażdży ich kości – zdruzgoce swoimi strzałami[9].
- Oto Jego byk pierworodny – cześć Jemu! Jego rogi – rogami bawołu, bije nimi narody aż po krańce ziemi. Oto miriady Efraima, oto tysiące Manassesa[10].
- Wywyższyłeś mój róg jak u bawołu, skropiłeś mnie świeżym olejkiem[11].

Najczęściej uznaje się, że twórcy księgi mieli na myśli tura (Bos primigenius). Podobnie jest z asyryjskim rimu, uznawanym za metaforyczne przedstawienie siły, przedstawianym jako potężny, agresywny górski byk z długimi rogami. Przedstawiano go często z profilu, z widocznym tylko jednym rogiem.
W hebrajskim tekście Księgi Liczb znajduje się fragment Bóg, który z Egiptu ich wywiódł, jest dla nich jakby to’afos re’em. Wyrażenie to było różnie tłumaczone – najwyższym wyrazem siły, potężnymi górami. W Septuagincie znaleźć można tłumaczenie chwałą monokerosa, czyli jednorożca. W polskim przekładzie znalazło się natomiast sformułowanie jakby rogami bawołu.
Inne jednorogie zwierzę pojawia się w Księdze Daniela: Ja zaś patrzałem uważnie i oto od zachodu szedł kozioł po całej powierzchni ziemi, nie dotykając jej. Kozioł ten miał okazały róg między oczami. Później wyjaśnione jest znaczenie jego fizjonomii: Baran, którego widziałeś z dwoma rogami, [oznacza] królów Medów i Persów. Kozioł zaś – króla Jawanu, a wielki róg między jego oczami – pierwszego króla.

#### Starożytna Grecja i Rzym
Jednorożce nie występują w greckiej mitologii. Wspominali o nich jednak greccy pisarze zajmujący się historią naturalną. Byli oni przekonani o ich istnieniu. Jako miejsce występowania jednorożców wskazywali Indie. Najwcześniejsza wzmianka pochodzi od Ktezjasza (ok. 440 p.n.e. – ok. 380 p.n.e.), który opisywał istoty podobne do dzikich osłów azjatyckich, z jednym rogiem długim na łokieć, koloru białego, czerwonego i czarnego. Arystoteles najprawdopodobniej czerpał z dorobku Ktezjasza, wspominając o jednorogich oryksach i indyjskich osłach. O podobnych zwierzętach wspominał także Strabon, który pisał o jednorogich koniach o głowach podobnych do jeleni, żyjących na Kaukazie.
Pliniusz Starszy pisał w I w. n.e. o oryksie i indyjskim wole (prawdopodobnie chodziło o nosorożca) jako o jednorogich zwierzętach, jak również o: 

Bardzo agresywnym zwierzęciu nazywanym monoceros, które ma głowę jelenia, nogi słonia i ogon dzika, podczas gdy reszta ciała przypomina konia; wydaje ryczące dźwięki i ma pojedynczy czarny róg na środku czoła, długi na dwa łokcie.

W swojej De Natura Animalium (Περι Ζωων Ιδιοτητος) Elian Klaudiusz, cytując Ktezjasza, dodał, że w Indiach żyją także jednorogie konie. Jak twierdził, monoceros (stgr. μονόκερως) był czasem nazywany kartazonos (stgr. καρτάζωνος), co mogło być formą arabskiego karkadann. Słowo to oznacza nosorożca.
W I w. n.e. Juliusz Cezar pisał, że w górach nazywanych obecnie Rudawy (południowe Niemcy) żyje zwierzę przypominające jednorogiego jelenia.
Kosmas Indikopleustes, mnich i podróżnik z Bizancjum żyjący w VI w. n.e., również wspominał o jednorożcach. Odbył on podróż m.in. do Indii. Jak wspominał w jednej ze swych prac, w pałacu króla Etiopii widział rzeźby jednorożców wykonane z brązu. Kosmas pisał, że: 

niemożliwe jest wziąć te okrutne zwierzę żywcem; cała jego siła leży w jego rogu. Gdy jest ono ścigane i istnieje niebezpieczeństwo uwięzienia, rzuca się z urwiska, a upada tak zręcznie, że całe uderzenie przyjmuje na róg, co pozwala mu ujść całe i zdrowe.

 Wykorzystywanie takiego sposobu ucieczki do dziś przypisywane jest oryksowi, koziorożcowi i argali (Ovis ammon).

#### Daleki Wschód

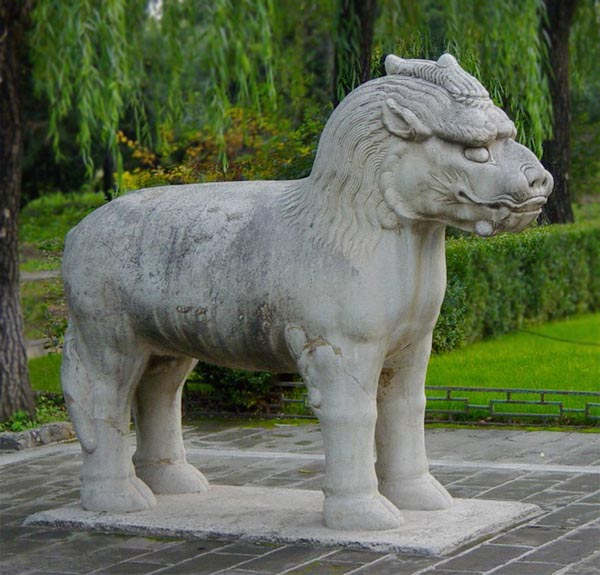
Qilin, nazywany też „chińskim jednorożcem”

W chińskiej mitologii pojawia się zwierzę o nazwie qilin (麒麟), które jest czasem nazywane „chińskim jednorożcem”. Ma ono ciało jelenia, głowę lwa, jest pokryte zielonymi łuskami, ma także długi, krzywy róg. Jego japońskim odpowiednikiem jest kirin, który bardziej przypomina europejskiego jednorożca. W wietnamskich mitach występuje natomiast Quẻ Ly, symbol bogactwa, którego nazwa czasem tłumaczona jest jako „jednorożec”.

### Średniowiecze i renesans

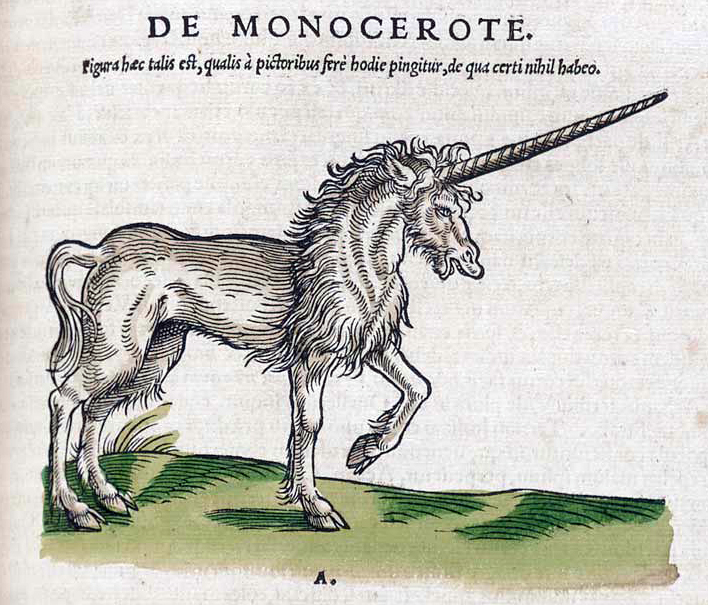
Jednorożec w Historiae Animalium; liber primus, qui est de quadrupedibus viviparis Konrada Gesnera, 1551

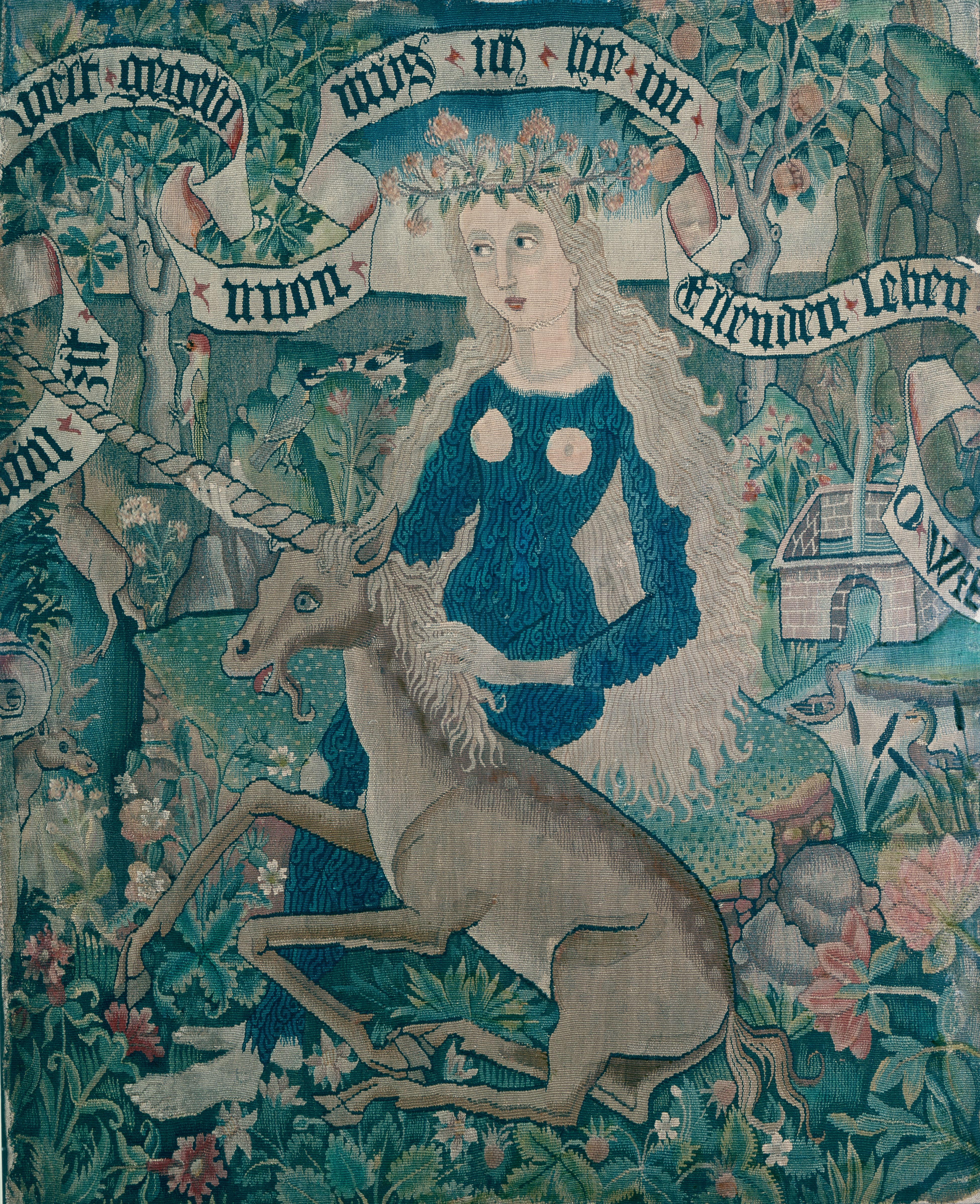
Dzika kobieta z jednorożcem, ok. 1500–1510 (Bazylea, Historisches Museum)

Średniowieczny wizerunek jednorożca czerpał z przekazów biblijnych i podań starożytnych, w których stworzenie to było opisywane jako rodzaj dzikiego osła, kozy lub konia wyposażonego w pojedynczy róg na środku czoła.
We wczesnochrześcijańskim, anonimowym tekście znanym jako Fizjolog (Φυσιολόγος) cały rozdział 22. poświęcony jest jednorożcowi. Spopularyzował on wizerunek tego stworzenia jako alegorii Jezusa, które, gdy napotka dziewicę (symbolizującą Matkę Boską), kładzie głowę na jej kolanach i zasypia. Takie wyobrażenie zaprezentowane w Fizjologu dało początek wykorzystywaniu motywu jednorożca w różnych dziełach chrześcijańskiej sztuki sakralnej. Śmierć tego stworzenia była przedstawiana jako symbol męki Chrystusa. Uważano, że jednorożec może zostać oswojony tylko przez dziewicę; niektórzy chrześcijańscy twórcy postrzegali to jako alegorię relacji Jezusa z Matką Boską.
O jednorożcach wspominał m.in. Hugon ze św. Wiktora żyjący na przełomie XI i XII w., według którego były to istoty równie realne, jak słonie czy hipopotamy. O stworzeniach tych pisał także XIII-wieczny kronikarz franciszkański, Salimbene de Adam. Według niego jednorożca widział brat Iohanninus de Parma, pomagający chrześcijanom w niewoli u egipskich Saracenów.
Jednorożec pojawiał się także w średniowiecznych prawidłach miłości dworskiej (tzw. courtly love): XIII-wieczni francuscy pisarze, tacy jak Richard De Fournival i Tybald IV, twierdzili, że kobieta przyciągana jest do jej kochanka podobnie jak jednorogie stworzenie do dziewicy. Wraz z nastaniem renesansu motyw jednorożca nabrał więcej znaczeń nie związanych ze sferą religijną – stał się symbolem niewinnej miłości i szczęśliwego małżeństwa. Taką rolę odgrywa m.in. w Triumfie miłości Francesco Petrarki.

Żydowski kabalista i filozof Avraham ben Hananiah Yagel (1553–1623) w swym traktacie na temat historii naturalnej Beis Ya’ar HaLevanon zawarł historię jednorożca sprowadzonego z Indii do Europy: 

W naszych czasach, jeden re’em został sprowadzony do kraju Portugalii z wyspy indyjskiej, schwytanym będąc w pułapkę. Morscy podróżnicy później pokazywali jego wizerunek; jest większy od słonia, uzbrojonym w łuski na całym zadzie i z cienkim widocznym rogiem na nosie, którym toczy swe bitwy ze słoniem i innymi zwierzętami.

 Yagel pisał o jednorożcu, który został podarowany królowi Portugalii Manuelowi I Szczęśliwemu przez gubernatora Indii Portugalskich Afonso de Albuquerque. Było to pierwsze zwierzę tego rodzaju sprowadzone do Europy od czasów rzymskich. Własnego jednorożca mieli także posiadać na swych dworach inni monarchowie: Edward IV York, Jakub III, Piotr Medyceusz, Filip II Hiszpański, papieże Klemens VII i Juliusz III.

Marco Polo w swoim Opisaniu świata przedstawiał jednorożce jako: 

niewiele co mniejsze od słoni. Sierść mają podobną do bawolej, zaś nogi jak słonie. Mają róg jeden na czole bardzo wielki i czarny. Lecz mówię wam, że nie atakują rogiem tym, lecz językiem: gdyż na języku mają kły bardzo długie i rażą nie rogiem, lecz owymi kłami. Gdy chcą kogoś napaść, powalają go na ziemię, tratują ofiarą kolanami i rozrywają kłami. Głowę mają na kształt odyńca i zawsze noszą ją pochyloną ku ziemi; przebywają chętnie w błocie i mule. Szkaradny jest widok tego zwierzęcia. I całkiem nie są takie, jak to my w krajach naszych mówimy i opowiadamy twierdząc, że dają się chwytać dziewicom. Lecz mówię wam, że są zupełnym przeciwieństwem tego, co my opisujemy.

 Podróżnik opisywał prawdopodobnie nosorożce. W języku niemieckim od XVI wieku słowo Einhorn („jednorogi”) używane było na określenie różnych gatunków nosorożców.
W 1503 Włoch Lodovico de Varthema pisał o dwóch jednorożcach mieszkających w parku niedaleko Mekki. Według niego jeden z nich, starszy, był wielkości źrebaka i miał róg długości 4-6 stóp (ok. 1,2–1,8 m). Drugi miał być mniejszy i wyposażony w róg mierzący ok. 40 cm. Oba zwierzęcia miały zostać podarowane przez króla Etiopii sułtanowi Mekki. W somalijskim porcie Zeila Varthema miał natomiast obserwować bydło z pojedynczymi rogami.

#### Polowanie na jednorożca

Gobelin Dama z jednorożcem z XV w. (Musée de Cluny, Paryż)

W legendach i podaniach tradycyjnym sposobem na schwytanie jednorożca było zastawienie na niego pułapki przy wykorzystaniu dziewicy. Jak pisał Leonardo da Vinci, opisując swój szkic Dama z jednorożcem, stworzenie to jest niezwykle dzikie, okrutne i nie potrafiące się kontrolować. Sytuacja taka zmienia się, gdy napotka na swej drodze dziewicę – wówczas łagodnieje i zasypia z głową opartą na jej kolanach. Dzięki temu myśliwi mogą je schwytać.
W latach 1495–1505 w Południowych Niderlandach powstała seria siedmiu późnogotyckich gobelinów zatytułowanych Polowanie na jednorożca, znajdująca się obecnie w nowojorskim Metropolitan Museum of Art. Przedstawiają one bogato odzianych arystokratów, którym towarzyszą myśliwi i ogary; wszyscy oni biorą udział w polowaniu na jednorożca. Całość wykorzystuje także wzór millefleur. Wizerunki na kolejnych gobelinach prezentują zwabienie jednorożca przez damę, schwytanie go, pozorne uśmiercenie zwierzęcia (jednorożec jest zakrwawiony, otoczony psami myśliwskimi i ludźmi z pikami) oraz sprowadzenie go do zamku. Ostatni z wizerunków, najsłynniejszy, zatytułowany Jednorożec w niewoli, przedstawia stworzenie żywe, przykute do granatowca, otoczone ogrodzeniem na polu pełnym kwiatów. Wymowa poszczególnych gobelinów pozostaje niejasna.
Podobną wymowę ma powstała w latach 40. XV w. seria sześciu rycin francuskiego Jeana Duvet, który dzięki swoim dziełom zaczął być nazywany w XIX w. „Mistrzem Jednorożca”.
Inna słynna seria dzieł sztuki wykorzystujących motyw baśniowego zwierzęcia to seria sześciu gobelinów zatytułowanych Dama z jednorożcem, znajdujących się w Musée de Cluny w Paryżu. Powstały one przed 1500 r. również w Południowych Niderlandach, na zamówienie lyońskiego szlachcica Jeana Le Viste, który ofiarował je swojej żonie w prezencie ślubnym. Przedstawiają one alegorie pięciu zmysłów oraz Miłości. Na każdym z gobelinów pojawia się jednorożec.

#### Rogi jednorożca

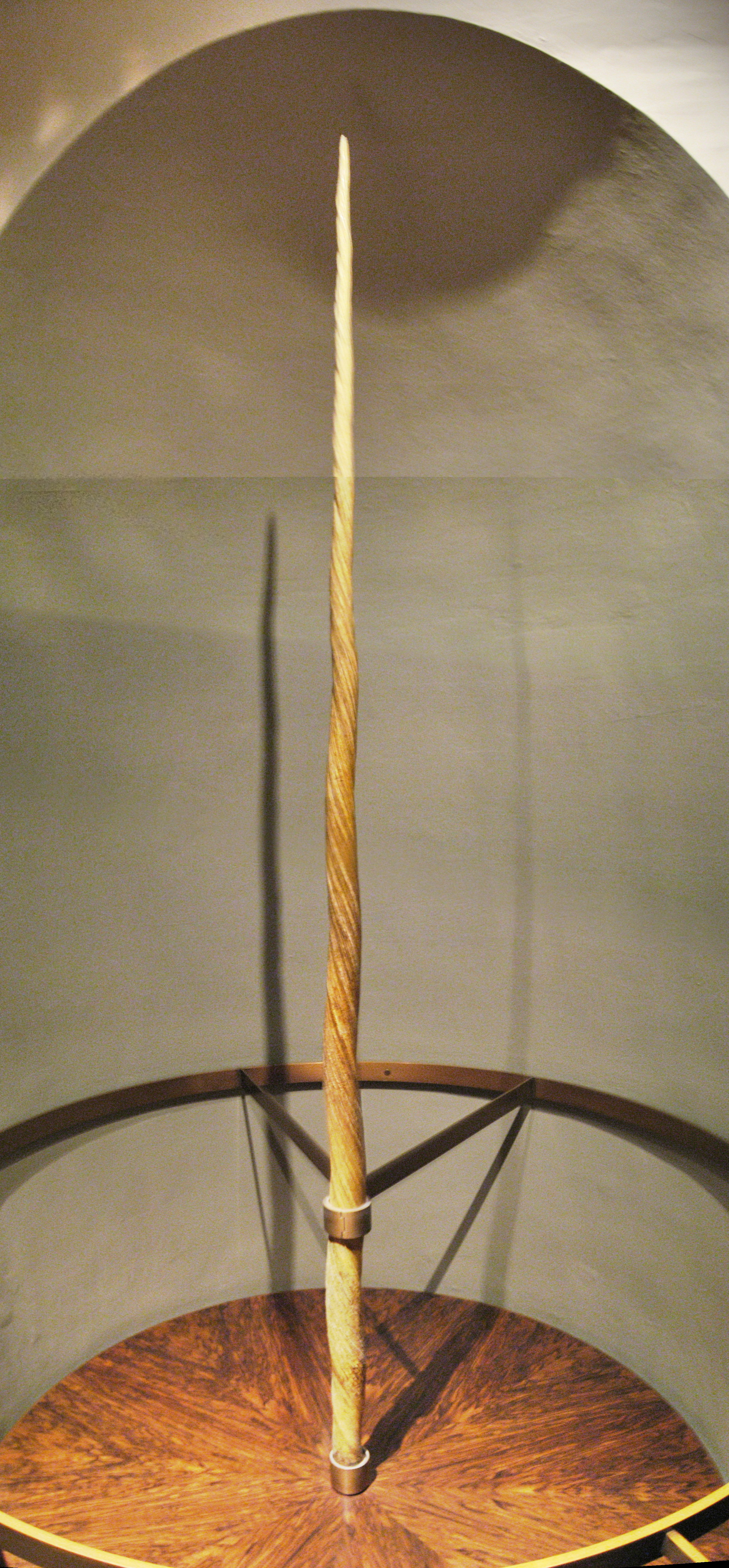
„Róg” jednorożca w wiedeńskim Kunsthistorisches Museum, pochodzący z I połowy XVI w.

Królewski tron duński wykonany był rzekomo z „rogów jednorożca”. Z tego samego materiału wytwarzano także niektóre naczynia, ponieważ, jak wierzono, rogi jednorożca neutralizują wszelkie trucizny. Miały one także pozytywnie oddziaływać na męską potencję. Informacje takie przekazywał m.in. Thomas Browne w jego Pseudodixia Epidemica. Rzekome części ciała i wydzieliny jednorożców, takie jak mleko, skóra i podroby, uważano za afrodyzjaki. Twierdzono także, że stworzenia te były w stanie wskazać, które kobiety były dziewicami, a które nie.
Rogi jednorożca były w średniowieczu kosztownym dobrem luksusowym dostępnym tylko dla najbogatszych. Były eksponatami w kunkstkamerach. W Europie na przełomie XV i XVI wieku było jedynie 50 takich rogów.
Sproszkowane rogi jednorożca miały być także niezawodnym środkiem przeciw gorączce, epilepsji, dżumie, zatruciom, chorobom serca i bólom żołądka. W średniowieczu środek ten był dwukrotnie droższy od pereł i trzykrotnie od rubinów. Handlował nim m.in. żyjący w XVII w. gdański kupiec Eustachy Holwell.
Rogi jednorożca można znaleźć m.in. w inwentarzu skarbca królewskiego na Wawelu. W 1475 znajdował się tam jeden taki przedmiot, w 1510 – dwa, a w 1532 – już trzy. Pierwszy z nich miał być biały, drugi czarny, a trzeci odznaczał się niezwykłą grubością. Ten ostatni miał dostarczyć na dwór królewski ok. 1530 rotmistrz obrony potocznej, starosta barski Bernhard von Prittwitz (ok. 1500 – ok. 1563). W 1540 róg został podarowany przez Zygmunta I Starego cesarzowi Ferdynandowi I Habsburgowi, drugi róg Stefan Batory ofiarował osmańskiemu sułtanowi w Stambule. Król Jan III Sobieski również posiadał taki róg. Obecnie znajduje się w Muzeum Historii Sztuki w Wiedniu.
W XVI wieku angielska królowa Elżbieta I Tudor otrzymała od żeglarza Humphreya Gilberta rzeźbiony kieł narwala (rogi jednorożca zazwyczaj w rzeczywistości były kłami narwala) o wartości 10 000 funtów, co odpowiadało cenie zamku (owe 10 tysięcy funtów stanowi równowartość dzisiejszych 1,5-2,5 mln funtów).

### Późniejsze czasy
Angielski podróżnik z XVII w. Thomas Coryat miał oglądać jednorożce na dworze indyjskich Mogołów w Lahaur.
Około 1630 jezuita Jeronimo Lobo odnotował, że jednorożce występowały w dużej liczbie w Etiopii. Według jego opisu przypominały one gniade konie z czarnymi ogonami i długimi grzywami. Natomiast sprzed 1669 pochodzi opowieść o grupie portugalskich żołnierzy, którzy natknęli się na jednorożca w Etiopii.
W 1673 Olfert Dapper zapisał, że jednorożce miały zamieszkiwać lasy niedaleko kanadyjskiej granicy, prawdopodobnie w stanie Maine. Stworzenia te rzekomo przypominały konie, ale były parzystokopytne. Miały także długi i prosty pojedynczy róg na czole oraz ogon przypominający te, w które wyposażone są dziki. Najprawdopodobniej Dapper pisał o łosiach (Alces alces).
W połowie XVIII w. francuski uczony, mnich Antoine Augustin Calmet, przytaczał imiona mężczyzn, którzy za jego życia mieli spotkać jednorożca.
Pod koniec XVIII wieku nieznany z imienia i nazwiska Bur miał zaobserwować szarego „jednorożca” w południowej Afryce. Zwierzę miało być parzystokopytne.
John Campbell natknął się rzekomo na „prawdziwego jednorożca”, zabitego przez mieszkańców południowej Afryki. Wedle jego relacji zwierzę miało metrowej długości głowę oraz podobnych rozmiarów róg, znajdujący się na czubku jego nosa. Opisał to w wydanej w 1815 roku książce Travels in South Africa.
W latach 20 XIX w. niemiecki przyrodnik i odkrywca Eduard Rüppell, a w 1848 baron von Müller pisali o „jednorożcach” podobnych do koni lub osłów, żyjących w sudańskim Kordofanie. Według tego drugiego stworzenie nazywano A’nasa i było ono wyposażone w ruchomy róg.
W kwietniu 1843 Fulgence Fresnel, francuski konsul w Dżudda (Arabia Saudyjska), pisał, że Arabowie często zabijali zwierzęta podobne do jednorożców we wschodnim Czadzie. Według jego opisu stworzenie takie wyglądało jak byk z nogami słonia, krótkim ogonem i pojedynczym ruchomym rogiem. Niemal całe ciało zwierzęcia miało być szare, z wyjątkiem przedniej jego części, które według opisu było barwy purpurowej.

## Heraldyka
W heraldyce jednorożec przedstawiany jest jako koń z rozdwojonymi kopytami i brodą, ogonem lwa oraz wydłużonym rogiem na czole. Ze względu na fakt, że to legendarne stworzenie było symbolem Chrystusa – wcielonego Boga – oraz alegorią nieokiełznanych sił natury, motyw ten nie pojawiał się zbyt często we wczesnej heraldyce. Rozprzestrzenił się on dopiero w XVI w. Jednorożec czasem pojawiał się z obrożą na szyi, co oznaczało, iż został okiełznany. Później częściej wykorzystywano motyw z fragmentem łańcucha zwisającego z obroży, na znak, iż stworzenie wyzwoliło się.
Najprawdopodobniej najbardziej znane wykorzystanie jednorożca to herb Królestwa Szkocji – dwa te stworzenia pojawiają się tam jako trzymacze heraldyczne. Podobnie jest w herbie Wielkiej Brytanii (gdzie rolę tę wypełniają lew i jednorożec). Król Jakub VI dodał szkockiego jednorożca do tego herbu jako trzymacza w miejsce walijskiego smoka.
Jednorożec występuje także w polskim herbie szlacheckim Bończa i jego odmianach, Ankwicz (z nobilitacji galicyjskiej), klejnocie herbu Albiński.
Jednorożec jest jednym z elementów herbu gminy Jednorożec jako godło mówiące. Głowa jednorożca widnieje w herbie Lidzbarka i powiatu Działdowskiego, pół jednorożca to jeden z elementów herbu gminy Orońsko i herbu gminy Zgierz.
W XXI wieku jednorożec stał się jednym z symboli kultury LGBT.

## Pochodzenie legendy
Przez długi czas uważano, że jednorożce były realnymi stworzeniami, zamieszkującymi odległe krainy. Benedykt Chmielowski w Nowych Atenach pisał m.in.: 

Wiele jest po [...] Pańskich skarbach i Aptekach tych rogów jednorożcowych, z których oczywista zdaje się wynikać prawda o jednorożcach, że są na świecie, ale ich bardzo mało, i w odległych, bo w Indyjskich i Etiopskich Krajach.

Później poszukiwania zwierzęcia lub zwierząt, które dały początek legendom o jednorożcach, miały wpływ na powstanie kilkunastu teorii na ten temat.

### Rzekome dowody istnienia jednorożców

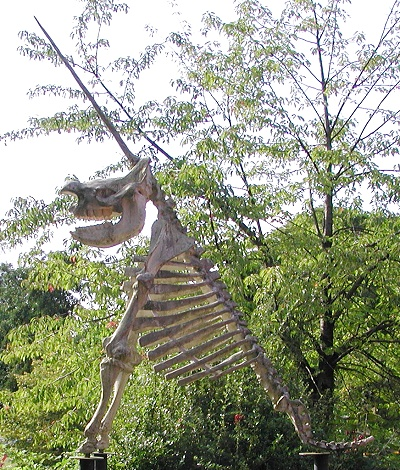
„Szkielet” jednorożca, niedaleko zoo w Osnabrück

Spośród wielu prehistorycznych szczątków znalezionych w jaskini Einhorn w niemieckich górach Harz, niektóre zostały dalej opisane w 1663 roku przez burmistrza Magdeburga, Otto von Guericke. Gottfried Leibniz wymyślił szkielet jednorożca dla tych opisów, który został później skonstruowany. Miał tylko dwie nogi i długi pojedynczy róg (to był siekacz narwala jednozębnego). „Szkielet” został złożony ze skamieniałych kości nosorożca włochatego i mamuta.
Georges Cuvier utrzymywał, iż ze względu na to, że jednorożec miał rozdwojone kopyta, powinien także mieć parzyste rogi. Dr Franklin Dove z Uniwersytetu Maine w latach 30. XX wieku znalazł jednak lukę w rozumowaniu Cuviera, stwierdzając, iż większości ludzi wydaje się, że rogi parzystokopytnych wyrastają wprost z czaszki, podczas gdy wzrost poroża rozpoczyna się pod postacią niezamocowanych fragmentów tkanek, które dopiero w następnej kolejności „zakorzeniają” się w kości. Jak stwierdził naukowiec, z powyższych względów położenie rogów jest podatne na zmiany naturalne lub sztuczne. W 1933 Dove przeprowadził eksperyment na jednodniowym cielęciu rasy Ayrshire – usunął chirurgicznie jeden z rogów, a zalążek drugiego przesunął na środek czoła. Gdy zwierzę rosło, wzmacniał się także róg, przyjmując formę pojedynczego, symetrycznego i mocnego tworu. Młody byk z powodzeniem używał go m.in. do walk z rywalami.

### Elasmoterium lub nosorożec

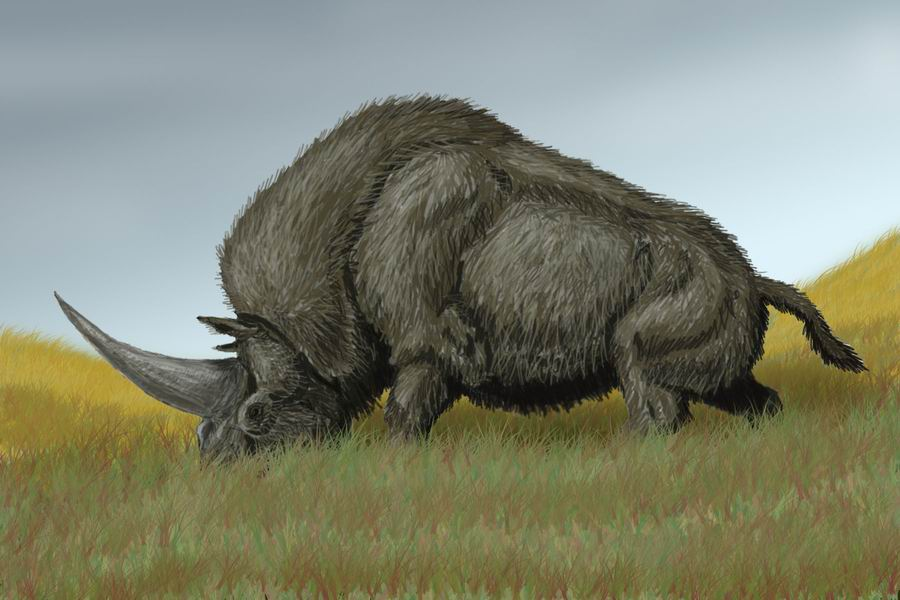
Elasmoterium

Nosorożce (Rhinocerotidae) są jedynymi znanymi żyjącymi obecnie zwierzętami lądowymi mającymi pojedynczy róg. Z tego względu, jak również z faktu, iż starożytne legendy mówiły o Indiach jako miejscu występowania jednorożców, wysnuwa się często wniosek, iż obserwacje nosorożców dały początek tym podaniom. Podobnie jest z nosorożcem włochatym (Coelodonta antiquitatis), który żył w epoce lodowcowej w Europie.
Czasem sugeruje się, że opowieści o jednorożcach bazują na spotkaniach z wymarłym już dzisiaj elasmoterium, dużym eurazjatyckim stepowym nosorożcem. Nie przypominał on raczej konia, ale miał długi, pojedynczy róg na środku czoła. Elasmoterium wymarło mniej więcej w tym samym czasie, co i reszta ówczesnej megafauny z epoki lodowcowej. Być może przetrwały one jednak wystarczająco długo, aby pojawić się w legendach np. Ewenków zamieszkujących południowo-środkową Syberię. Ich podania wspominają m.in. o ogromnym czarnym byku o pojedynczym rogiem na czole.

### Narwal

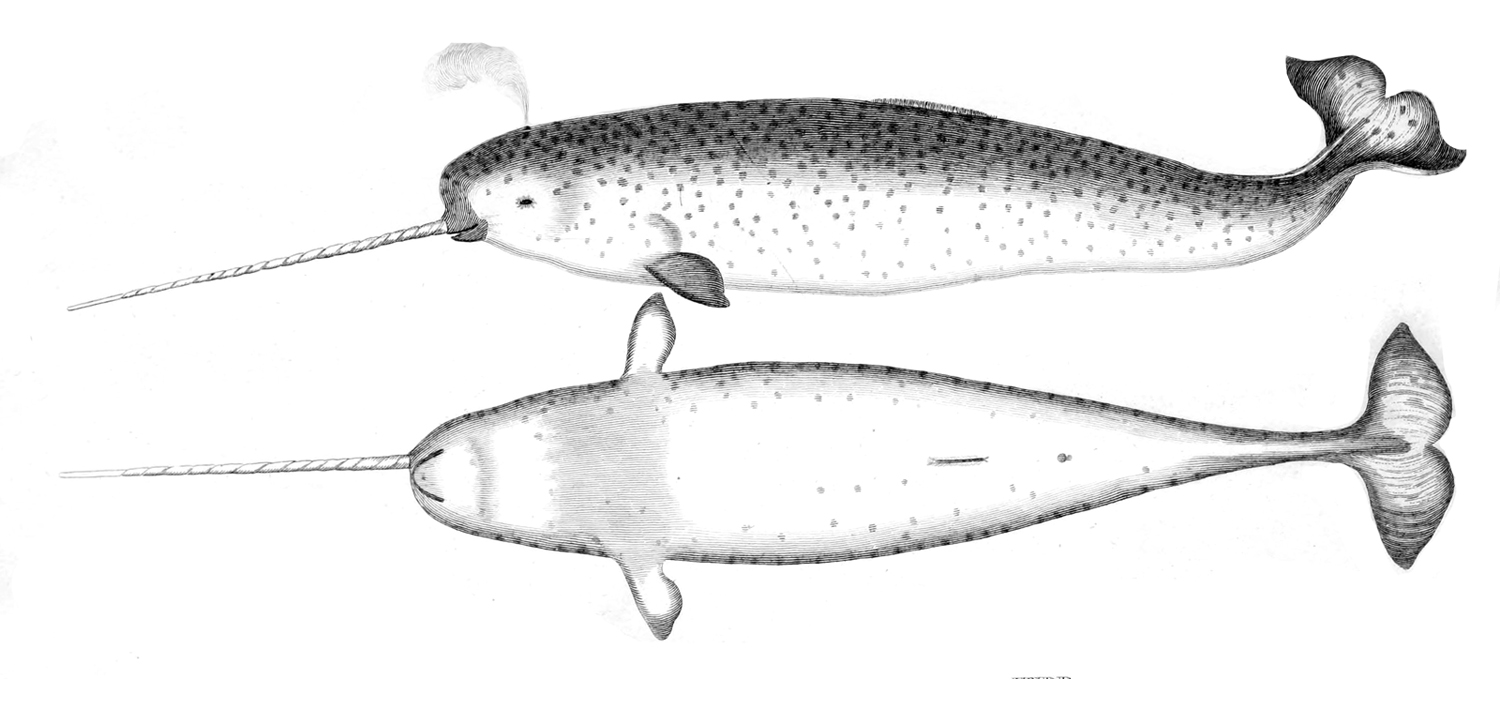
Samiec narwala

Rzekome rogi jednorożca często były obiektem zainteresowania badaczy żyjących w średniowieczu i renesansie. Pojedyncze, wydłużone i spiralnie skręcone rogi można było odnaleźć w późniejszym czasie w różnego rodzaju gabinetach osobliwości. Były one prezentowane jako poroże legendarnych zwierząt. Rzekome rogi jednorożca uważano za niezwykle cenne przedmioty. Sądzono także, iż cechują się one niezwykłymi właściwościami. Dzięki temu wikingowie i inne ludy z północy były w stanie sprzedawać kły narwali za złoto ważące wielokrotnie więcej niż same „rogi”.
Prawdopodobnie jednorożec „narodził się”, gdy ludzie antyku błędnie uznali znajdowane często śrubowato skręcone siekacze morskiego arktycznego walenia narwala (Monodon monoceros) za róg zwierzęcia lądowego. W 1577 podróżnik Martin Frobisher przywiózł z Labradoru taki „róg jednorożca” królowej Elżbiecie I. Monarchini przechowywała ten dar we własnym „gabinecie osobliwości”.
Prawda o prawdziwym pochodzeniu „rogów jednorożca” wychodziła na światło dzienne stopniowo. W 1555 szwedzki duchowny, humanista i kartograf Olaus Magnus zamieścił w jednym ze swoich dzieł (mapa Carta Marina) ilustrację przedstawiającą stworzenie przypominające rybę, o długim pojedynczym rogu na środku czoła. Dopiero w 1638 duński zoolog Ole Worm stwierdził, iż rogi uznawane za należące do jednorożców w rzeczywistości były siekaczami narwala.

### Oryks

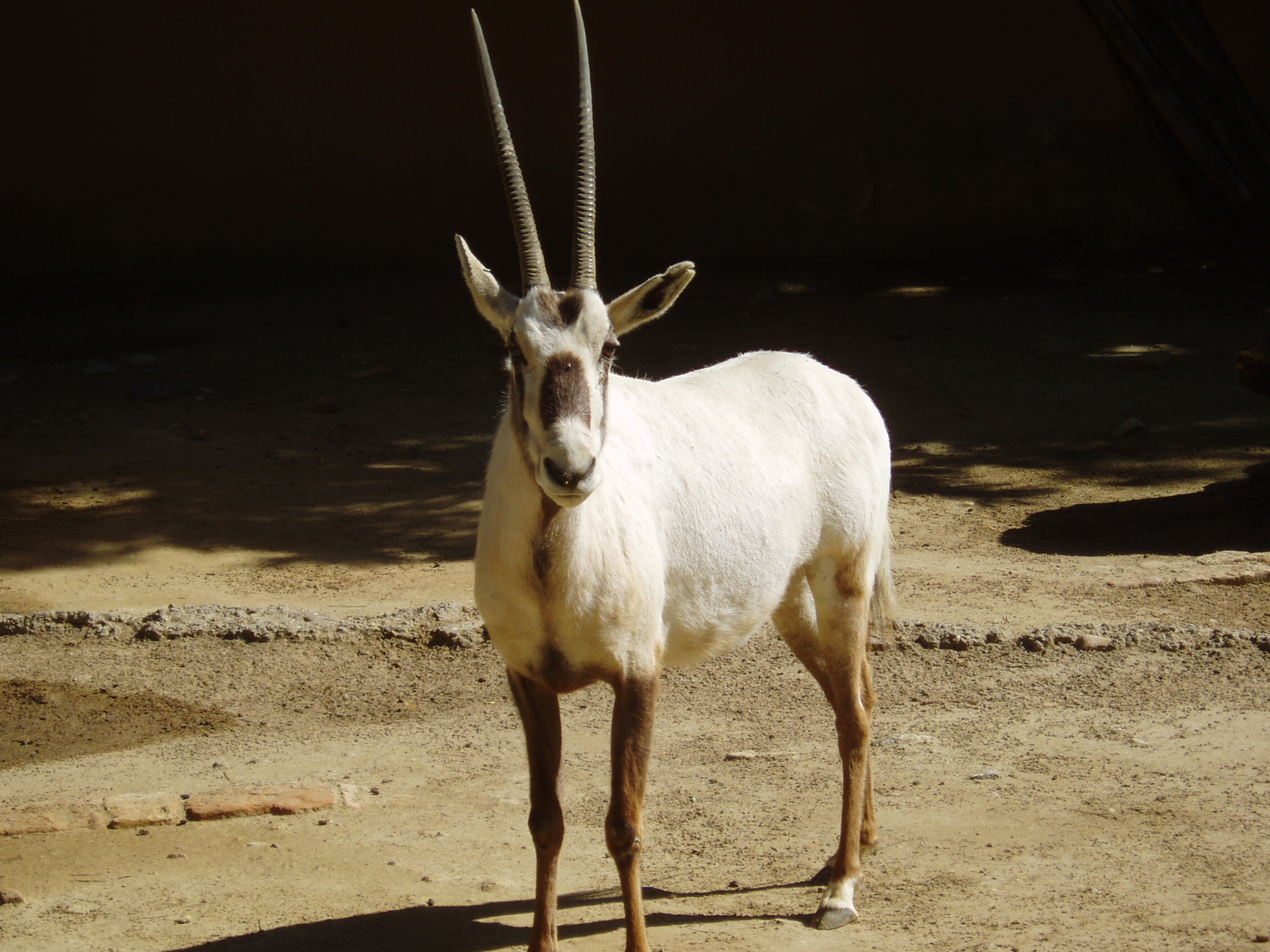
Oryks

Oryks (Oryx) jest rodzajem antylopy mającym dwa długie, cienkie i ostro zakończone rogi. Pojawiły się sugestie, że zwierzę to, widziane z profilu i sporego dystansu, mogło zostać wzięte za stworzenie z pojedynczym rogiem. Przykładowo, w książce Peregrinatio in terram sanctam z 1486, będącej pierwszą pozycją podróżniczą, opisującą pielgrzymkę do Jerozolimy przez Egipt i górę Synaj, znajduje się wiele drzeworytów autorstwa Erharda Reuwicha (który brał udział w wyprawie). Przedstawiają one m.in. zwierzęta, które napotkano podczas podróży – krokodyle, wielbłądy i jednorożca – najprawdopodobniej oryksa. Pomimo tego starożytni autorzy najczęściej z łatwością odróżniali ten rodzaj antylopy od legendarnego jednorożca.

### Inne gatunki kopytnych

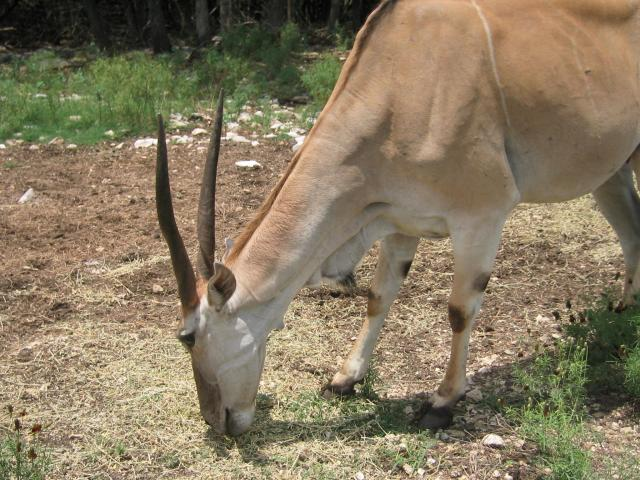
Antylopa eland

Jako inne gatunki ssaków kopytnych, które mogły być pierwowzorem legend o jednorożcach, wymieniane są: eland (Taurotragus oryx), kudu wielkie (Tragelaphus strepsiceros), antylopa końska (Hippotragus equinus), cziru (Pantholops hodgsonii), koza bezoarowa (Capra aegagrus), osioł zwyczajny (Equus asinus) osioł azjatycki (Equus hemionus) i tur (Bos primigenius). Może chodzić również o saolę. Być może zwierzęciem takim była także kopalna antylopa Procamptoceras brivatense. Żyła ona w Europie w plejstocenie i miała długie cienkie rogi, umiejscowione bardzo blisko siebie. Widziane z daleka, mogły przypominać pojedynczy róg. Możliwe, że spotkanie ludzi z ostatnimi ocalałymi egzemplarzami tych zwierząt dało początek podaniom o jednorożcach.

### „Jednorożce” stworzone przez człowieka
W biblijnej Księdze Daniela odnaleźć można zapis o koźle, który miał okazały róg między oczami. Zainspirowany tym badacz starożytności Timothy Zell zajął się „produkcją żywych jednorożców”. Modelował zalążki rogów młodych kozłów w ten sposób, że tworzyły one pojedynczy róg. Zell przypuszczał, że podobne praktyki mogły mieć miejsce także w przeszłości. Według niego w ten sposób „tworzono” jednorogie zwierzęta, które wykorzystywały swe nietypowe poroże jako broń lub narzędzie. Zdaniem Zella średniowieczna sztuka często przedstawia jednorożce jako stworzenia stosunkowo niewielkie, parzystokopytne, z brodami, bardziej przypominające kozy niż np. konie. Kilka w ten sposób wyhodowanych „jednorożców” zostało przez niego sprzedanych do amerykańskiego cyrku Ringling Brothers and Barnum & Bailey.

### Zaburzenia genetyczne
Być może początek legend o jednorożcach dały obserwacje zwierząt z zaburzeniami genetycznymi. W czerwcu 2008 we włoskim Prato odkryto samca sarny (Capreolus capreolus) z parostkiem (występujący u jeleniowatych odpowiednik rogu) położonym na środku czaszki.

O ile obserwacje jeleniowatych z pojedynczym rogiem nie są bardzo rzadkim zjawiskiem, to umiejscowienie takiego poroża na środku czoła zwierzęcia jest zupełnie wyjątkowe. Fulvio Fraticelli, dyrektor zoo w Rzymie, stwierdził: 

Ogólnie, róg znajduje się raczej po jednej stronie [głowy], niż pośrodku. To wygląda na skomplikowaną sprawę.

 Fraticelli poinformował także, że nietypowe położenie rogu może być wynikiem jakiegoś urazu z przeszłości zwierzęcia. Obecność jednego „rogu” uznano za wadę genetyczną tego osobnika, ponieważ, jak się okazało, jego bliźniak ma normalne poroże złożone z dwóch parostków.